# Charenton-le-Pont
Charenton-le-Pont je jugovzhodno predmestje Pariza in občina v  departmaju Val-de-Marne osrednje francoske regije Île-de-France. Leta 2010 je imelo naselje 29.348 prebivalcev.

## Geografija
Charenton-le-Pont leži na desnem bregu reke Sene tik pred izlivom reke Marne vanjo. Na severu meji na Vincennski gozd.
Občina meji na zahodu in severu na Pariz, na vzhodu na Saint-Maurice, na jugovzhodu na Maisons-Alfort, na jugu pa na Alfortville in Ivry-sur-Seine.

## Administracija
Charenton-le-Pont je sedež istoimenskega kantona, v katerega je poleg njegove vključena še občina Saint-Maurice z 43.860 prebivalci. Kanton je sestavni del okrožja Créteil.

## Zgodovina
1. januarja 1860 je bila ob širitvi Pariza polovica občine Bercy dodeljena Parizu, polovica pa je prešla k občini Charenton-le-Pont.
Ob priključitvi Vincennskega gozda k Parizu leta 1929 je Charenton-le-Pont izgubil tretjino svojega ozemlja.